# GomSpace
GomSpace est un fabricant et opérateur de nanosatellites destiné à des clients issus des secteurs de la défense, de l’enseignement, des administrations publiques et du marché commercial. Ses services incluent l'intégration de systèmes, des plateformes de nanosatellites, la gestion des opérations de constellations et la technologie radio miniaturisée. L’entreprise intervient pour des clients dans plus de 50 pays.

## Histoire
GomSpace a été fondée en janvier 2007 et son siège social est au Danemark. Les lettres GOM font référence aux deux vieux chahuteurs du Muppet Show. La société possède des filiales en Suède, en Amérique du Nord et au Luxembourg. En 2016, GomSpace est cotée au Nasdaq en Suède et GomSpace Suède a été fondée.
En octobre 2016, GomSpace a acheté la société suédoise NanoSpace à la Swedish Space Corporation. NanoSpace développe un propulseur ionique miniature basé sur MEMS pour la navigation par satellite. utilisant du xénon ionisé comme propulseur. En 2018, NanoSpace a changé de nom pour devenir GomSpace Suède.
GomSpace a signé plusieurs contrats avec le gouvernement luxembourgeois pour développer des installations d'exploitation de satellites avancées  au Luxembourg. En 2021, la société a signé un accord majeur pour construire et exploiter la constellation Scout CubeMAP, un système avancé de surveillance climatique. GomSpace a également collaboré à la réalisation de plusieurs projets de recherche avec des universités et des partenariats industriels.